# Jean Mondot
Jean Mondot, né le 31 octobre 1878 à Veyrac dans le département de la Haute-Vienne et mort le 16 février 1965 à Limoges en Haute-Vienne, est un entrepreneur industriel, pionnier de la fabrication d'appareillages électriques en France, un des fondateurs de l'entreprise Legrand à Limoges.

## Forge d'Excideuil
En 1905, Jean Mondot fonde un atelier de forge à Excideuil. Entrepreneur innovant, il se spécialise dans la fabrication d'interrupteurs utilisant du buis et de la porcelaine comme isolants électrique. Il vend la manufacture en 1935 à Aubin Audoinaud.

Ateliers J. Mondot
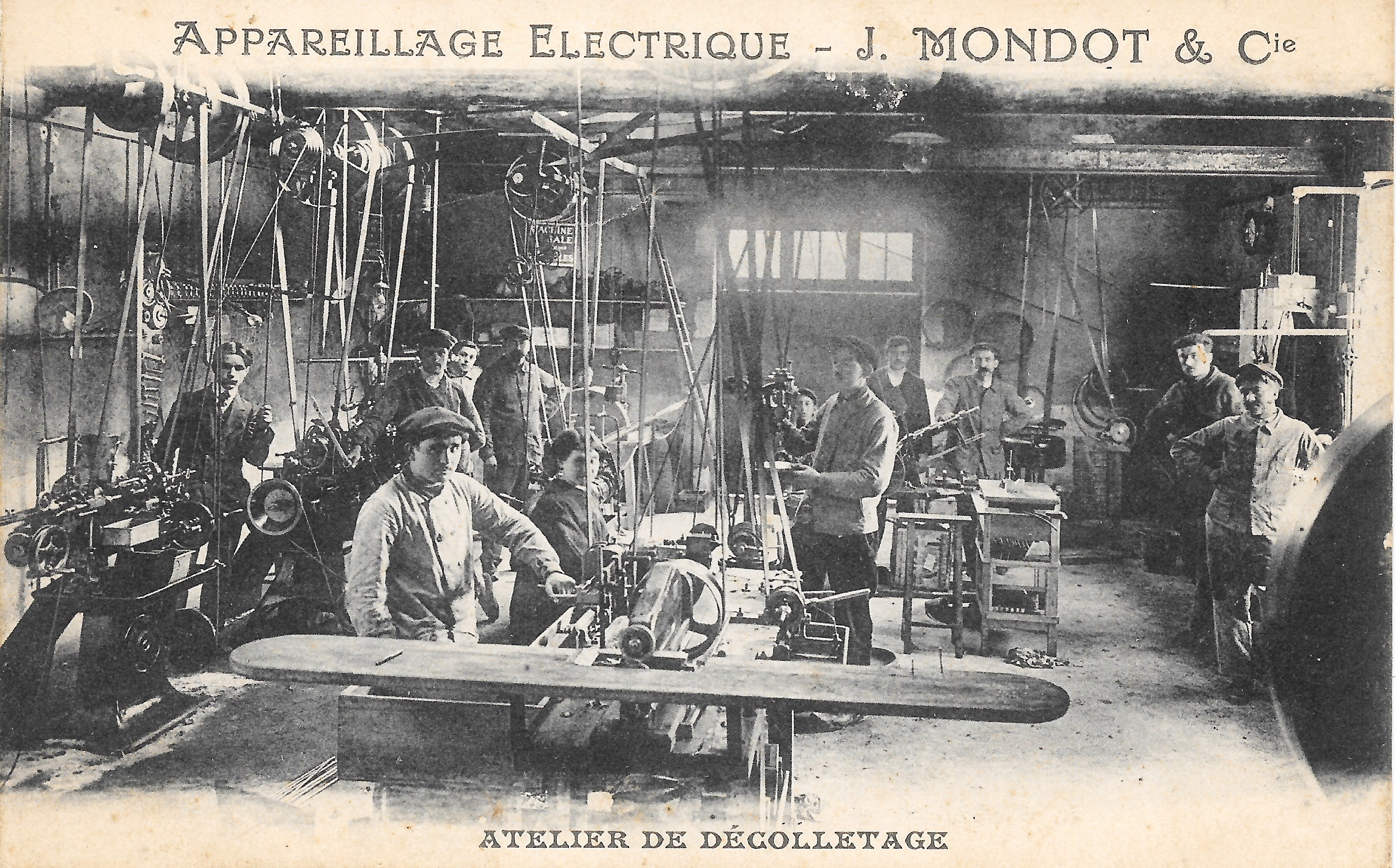
Atelier de décolletage, Jean Mondot à gauche sur la photo. Coll. J.-P. Guittonneau.
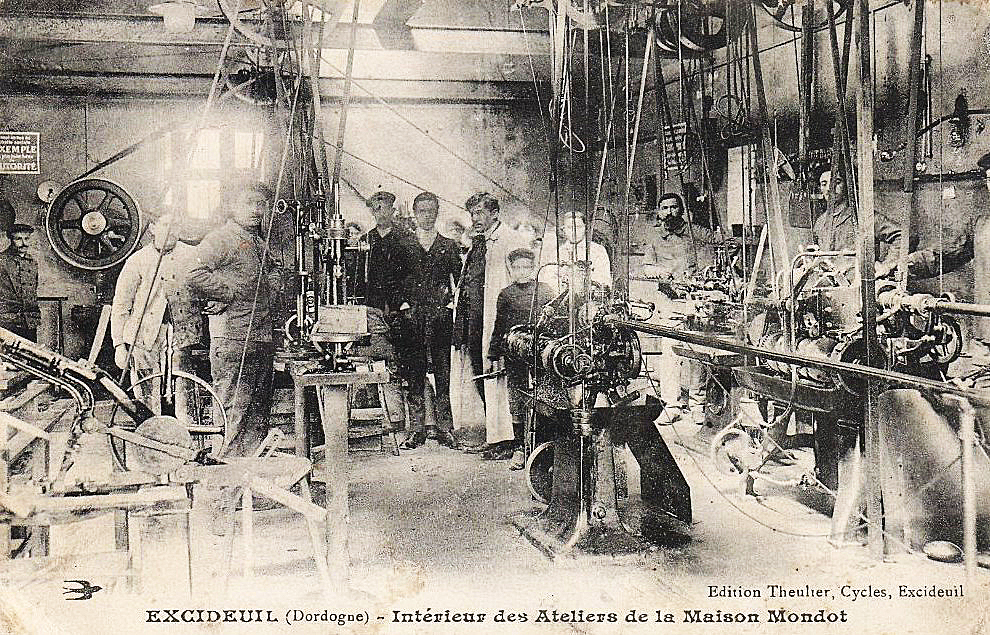
Les ateliers.
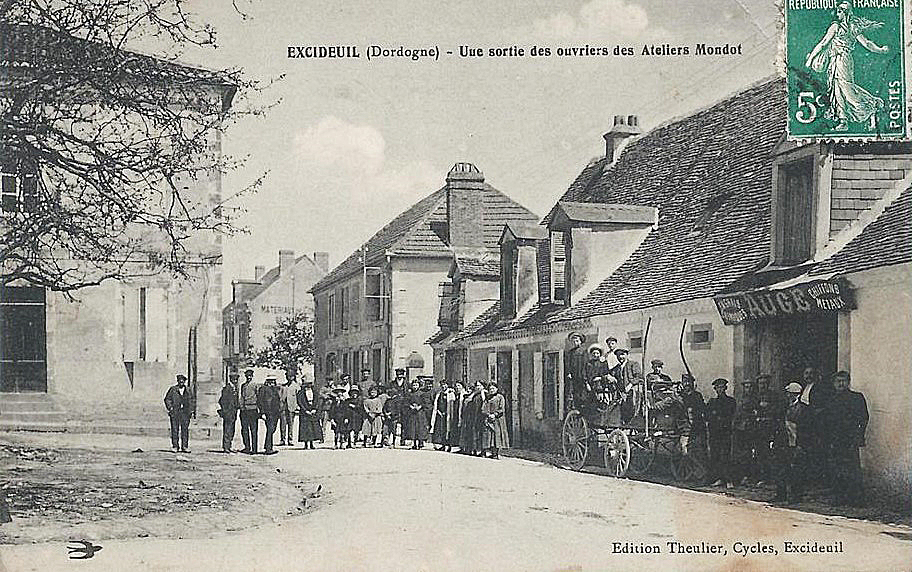
Sortie des ouvriers.

## Société des forces motrices de l'Auvézère
En 1909, il fonde l'usine hydro-électrique de Marvit, sur la commune de  Génis, sur la rivière Auvézère. La Société des forces motrices de l'Auvézère, Mondot, Vinattier & Jacquetty distribue alentour l'électricité aux communes d'Excideuil, Saint-Médard, Lanouaille, Hautefort, pour l'éclairage public et privée.

Usine électrique de Marvit
Vue de l'Usine, Coll. J.-P. Guittonneau.
L'Usine.
L'Usine.
Construction du canal.
Barrage.

## Les établissementsLegrand
En 1919, Jean Mondot s'associe avec MM. Betoule & Legrand pour créer la société Betoule Legrand & Cie, manufacture de porcelaines et d'appareillage électriques. En 1926, elle devient une société anonyme au capital de deux millions cent mille francs, Frédéric Legrand et Jean Mondot ayant chacun la moitié de la presque totalité des parts.
En 1944, la société est reprise par Édouard Decoster et son beau-frère Jean Verspieren.

Interrupteurs Mondot
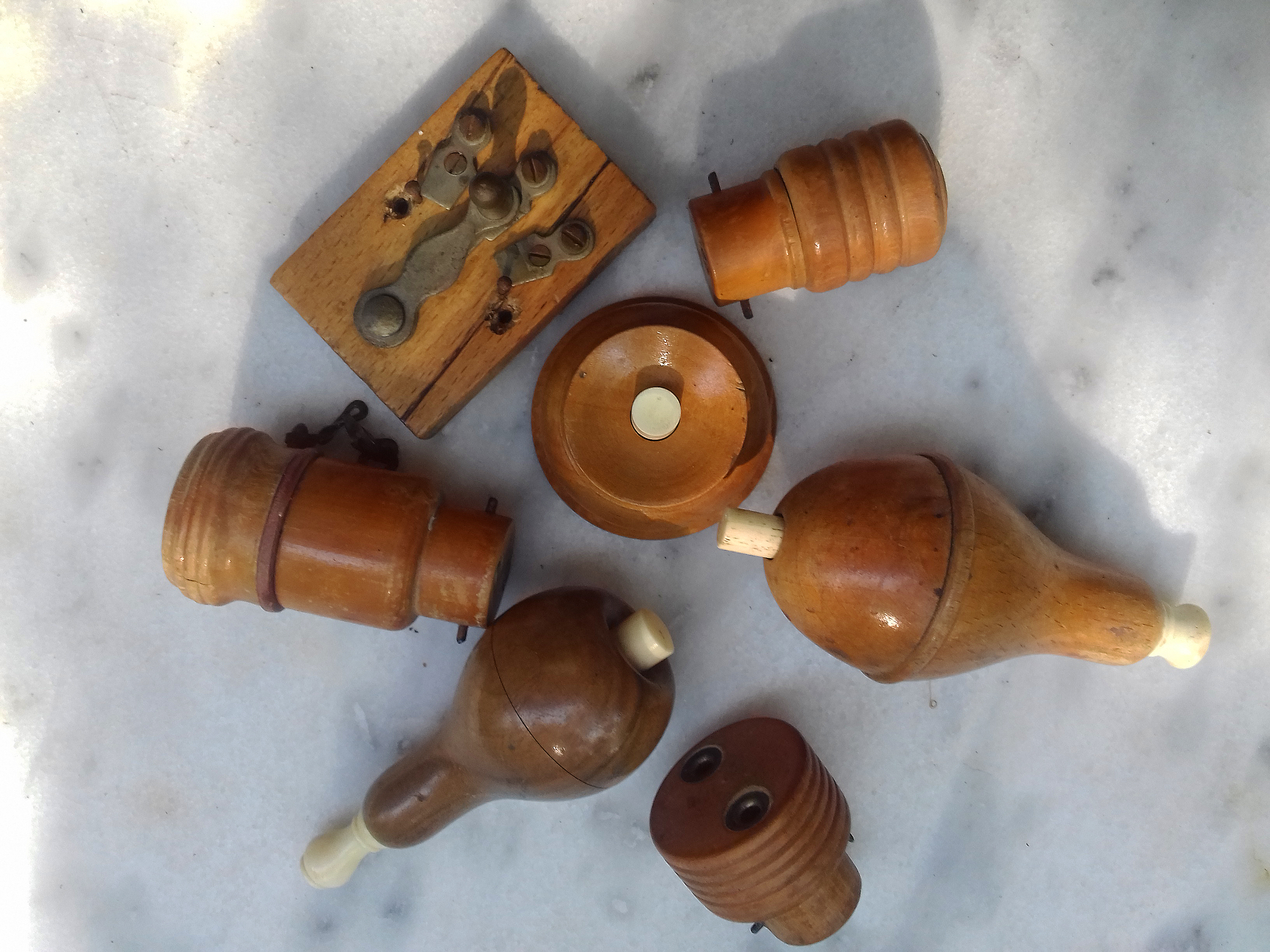
Poires d'allumage en bois. Coll. J.-P. Guittonneau.
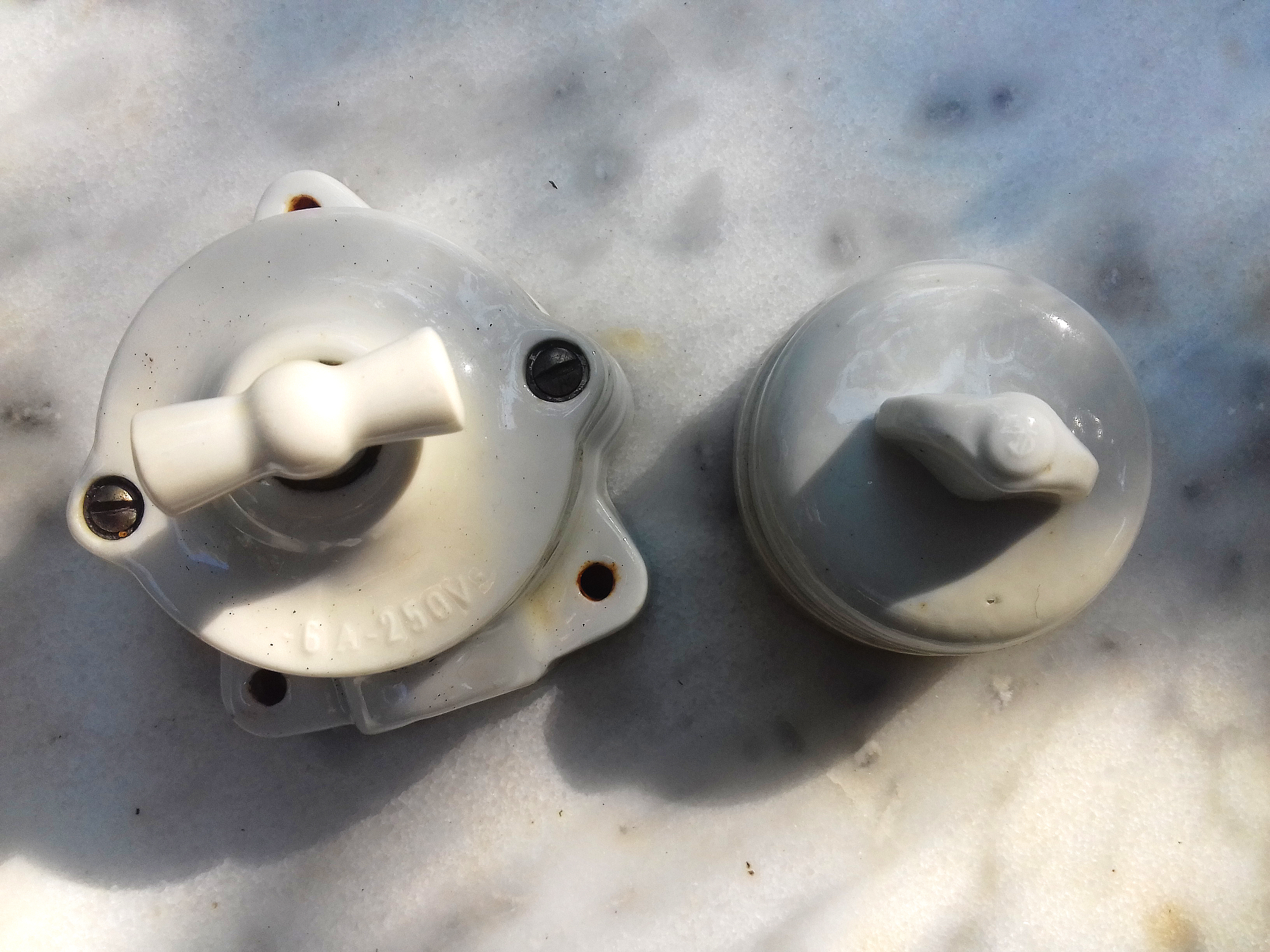
Interrupteurs en porcelaine.
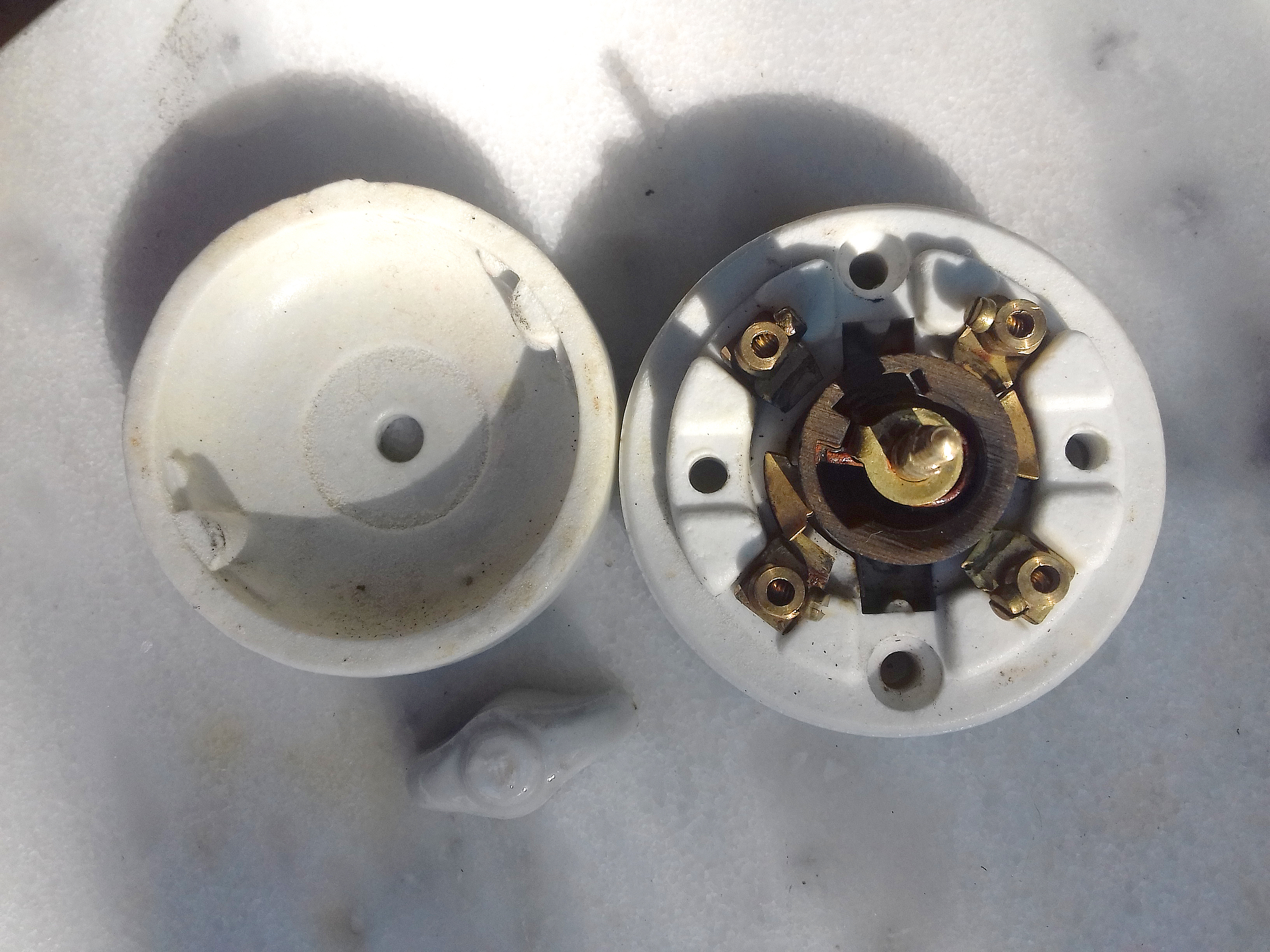
Interrupteur en porcelaine, mécanisme.